# Daylight Donuts
A Daylight Donut Flour Company, LLC, conhecida como Daylight Donuts, é uma cadeia americana de lojas de donuts, fundada em 1954 e sediada em Tulsa, Oklahoma. A cadeia tem cerca de 950 lojas em 13 países. Cada loja Daylight Donuts é propriedade e gerida de forma independente.

## História

### Fundação e expansão
As origens da Daylight Donuts remontam a Tommy e Lucille Day, em 1954. O casal abriu um pequeno negócio em Tulsa, Oklahoma, e começou a produzir uma mistura de donuts de manhã e a vendê-los às lojas à tarde, principalmente a partir da bagageira do seu carro. O casal criou uma nova mistura de donuts que acreditava ser mais saborosa e ter uma consistência mais leve do que muitos outros donuts no mercado. O casal decidiu chamar a este negócio “Daylight Donuts Flour Co”. O Sr. Day, tendo trabalhado anteriormente na indústria da panificação, ajudou um amigo, o Sr. Durard Pendergraft, a abrir uma pequena loja de donuts em Joplin, Missouri, em 22 de setembro de 1954. A loja vendia inicialmente donuts a 37 centavos por dúzia.
Em 1960, a empresa tinha crescido o suficiente para que os Days pudessem contratar dois novos funcionários e também construir uma instalação de 20.000 pés quadrados para espaço adicional. Em 1977, os Days reformaram-se e venderam a empresa a Jerry e Linda Hull. Nesta altura, havia mais de 200 lojas Daylight Donuts em funcionamento. Também durante este período, a empresa começou a utilizar a sua própria frota de caminhões. Em 2002, John e Sheila Bond compraram a empresa. Os novos proprietários expandiram as instalações de produção para uma fábrica de 65.000 pés quadrados. Também aumentaram os produtos oferecidos pela empresa. Em 2003, a empresa iniciou o seu próprio café de marca própria e começou a vendê-lo aos proprietários de lojas.

### História recente
A localização original da Daylight Donuts (2124 S. Main Street) foi destruída no tornado de Joplin em 2011 e, desde então, foi transferida para 2316 S. Main Street. A partir de 2016, a Daylight Donuts opera 430 locais licenciados onde são feitos os Daylight Donuts e mais de 1.000 locais em todo o mundo onde são vendidos. Além disso, a Daylight Donut Flour Company, LLC produz 100.000 libras de mistura de donuts por semana, mistura suficiente para 2,5 milhões de donuts por semana. Ao longo de toda a sua história, cada loja Daylight Donuts tem sido propriedade e gerida de forma independente.